# زهير الذوادي
زُهَير الذَّوَّادِي (1 يناير 1988)، لاعب كرة قدم تونسي محترف يلعب كجناح للنادي الإفريقي.

## حياته
ولد في القيروان. انتقل في يوليو 2006 من شبيبة القيروان إلى النادي الإفريقي حيث لعب حتى 2012. في 10 يوليو 2012 وقع عقدًا لمدة ثلاث سنوات مع نادي إيفيان في دوري الدرجة الأولى الفرنسي.
لعب للمنتخب التونسي في 34 مباراة، منها أربع مباريات في كأس الأمم الأفريقية 2010.

## مواضيع ذات صلة
- منتخب تونس لكرة القدم للمحليين

## روابط خارجية
- زهير الذوادي على موقع الاتحاد الدولي (مؤرشف)  (الإنجليزية)
- زهير الذوادي على موقع قاعدة بيانات كرة القدم.إي يو (الإنجليزية)
- زهير الذوادي على موقع ناشيونال فوتبول تيمز (الإنجليزية)
- زهير الذوادي على موقع Soccerway.com (الإنجليزية)
- زهير الذوادي على موقع كووورة